# Maxime Bernier
Maxime Bernier (Quebec, 18 de janeiro de 1963), apelidado de "Mad Maxx", é um político canadense, ex-empresário e advogado, fundador e líder do Partido Popular do Canadá (PPC). Ex-membro do Partido Conservador, que renunciou em 2018. Foi deputado de 2006 a 2019 e actuou como ministro dos negócios estrangeiros do Gabinete no governo de Stephen Harper. Foi contra as vacinas obrigatórias de COVID-19 sobrepondo a vontade do primeiro-ministro Justin Trudeau.